# بيتزايولا
بيتزايولا أو كارني بيتزايولا (بالإيطالية: pizzaiola) هو طبق من المطبخ الإيطالي مستمد من عادات المجتمع النابولي حيث يتم طبخ اللحم (غالباً القطع الأقل تكلفة من لحم البقر) مع الطماطم  وزيت الزيتون والثوم والنبيذ الأبيض لمدة  كافية بحيث يصبح اللحم رقيقاً جيداً للأكل. يتم استخدام معجون الطماطم والمردقوش والريحان بشكل عام في كل وصفات هذا الطبق.